# 森山 (広島県)
森山（もりやま）は、広島県安芸郡坂町にある山。

## 概要
森山は坂町の沿岸側にあり、瀬戸内海を眺めれる山であり、埋め立て前は横浜島という島の中の山で、登山口は複数ある。